# Air Buddies - Cuccioli alla riscossa
Air Buddies - Cuccioli alla riscossa (Air Buddies), è un film del 2006 diretto da Robert Vince.
Si tratta del sesto film della serie Air Bud, prodotto dalla Walt Disney Pictures e ambientato in Canada. Un film per famiglie.

## Trama
I cuccioli di Buddy e Molly sono una particolare specie di cane capace di parlare e ragionare come un essere umano. Quando i genitori vengono rapiti per compiacere un ragazzino viziato i cinque cuccioli si mettono alla loro ricerca.

## Riconoscimenti
Nomination ai Cinema Audio Society Awards 2007: miglior sonoro